# Atelestit
Atelestit ist ein selten vorkommendes Mineral aus der Mineralklasse der „Phosphate, Arsenate und Vanadate“ mit der chemischen Zusammensetzung Bi2[O|OH|AsO4] und ist damit chemisch gesehen ein Bismut-Arsenat mit zusätzlichen Sauerstoff- und Hydroxidionen.
Atelestit kristallisiert im monoklinen Kristallsystem, entwickelt jedoch nur winzige, tafelige bis prismatische Kristalle bis etwa zwei Millimeter Länge mit einem harz- bis diamantähnlichen Glanz auf den Oberflächen. Bekannt sind auch warzen- bis zapfenförmige und kugelige Aggregatformen.
Die durchsichtigen bis durchscheinenden Kristalle sind von hellgelber bis schwefelgelber, gelblichgrüner oder schwarzer Farbe. Im Durchlicht erscheint Atelestit hellgelb bis farblos. Seine Strichfarbe ist allerdings immer weiß.

## Etymologie und Geschichte
Eine erste Kurzbeschreibung des Minerals veröffentlichte August Breithaupt 1832 in seinem Werk Vollständige Charakteristik des Mineral-Systems. Er beschränkte sich dabei allerdings auf die Charakterisierung weniger Eigenschaften wie Farbe, Glanz, Transparenz und Kristallform. Bei der von Breithaupt beschriebenen Probe sitzen die zarten Atelestit-Kristalle auf „wismutischem Blende-Erz“ (nach Witzke identisch mit Eulytin) aus Schneeberg im Erzgebirge. Die Angabe der chemischen Zusammensetzung fehlt in der Kurzbeschreibung allerdings ebenso wie eine Erklärung zu dem gewählten Namen Atelestit.
Eine „Grube Neuhilfe“ hat es jedoch im Schneeberg-Neustädteler Bergbaugebiet nie gegeben. Wie beim Paulkellerit handelt es sich bei der korrekten Fundortbezeichnung um den Gang Neuhilfe Flacher der Grube Junge Kalbe in Schneeberg-Neustädtel.
Im Handbuch der Mineralogie, das Carl Hintze 1933 herausgab, wird der Name damit erklärt, dass er eine Anlehnung an altgriechisch ἀτελής atelḗs, deutsch ‚unvollendet, nicht zustande gebracht‘, sein soll, weil die chemische Zusammensetzung des Minerals zunächst unbekannt war. Diese wird erst 1889 durch Karl Busz erstmals an Proben aus der Grube Neuhilfe bei Neustädtel (Schneeberg) ermittelt. Die angegebene Oxidformel 3 Bi2O3 · As2O5 · 2 H2O entspricht in moderner Schreibweise der Formel Bi3(AsO4)O2(OH)2. K. Mereiter und A. Preisinger vereinfachten die Formel nach neueren Analysen 1986 schließlich zu Bi2(AsO4)O(OH) (auch Bi2O(AsO4)(OH)), was der kristallchemischen Strukturformel Bi2 [O|OH|AsO4] entspricht.
Bevor man ihn als eigenständige Mineralart erkannte, wurde auch Brendelit aufgrund seiner Erscheinungsform zunächst für Atelestit gehalten.

## Klassifikation
Bereits in der veralteten 8. Auflage der Mineralsystematik nach Strunz gehörte der Atelestit zur Mineralklasse der „Phosphate, Arsenate und Vanadate“ und dort zur Abteilung der „Wasserfreien Phosphate, Arsenate und Vanadate mit fremden Anionen“, wo er zusammen mit Georgiadesit und Sahlinit die „Georgiadesit-Sahlinit-Atelestit-Gruppe“ mit der System-Nr. VII/B.18 bildete.
Im überarbeiteten und aktualisierten Lapis-Mineralienverzeichnis nach Stefan Weiß, das sich aus Rücksicht auf private Sammler und institutionelle Sammlungen noch nach der alten Form der Systematik von Karl Hugo Strunz richtet, erhielt das Mineral die System- und Mineral-Nr. VII/B.30-02. In der „Lapis-Systematik“ entspricht dies ebenfalls der Abteilung „Wasserfreie Phosphate, mit fremden Anionen F,Cl,O,OH“, wo Atelestit zusammen mit Hechtsbergit, Petitjeanit, Preisingerit, Schlegelit, Schumacherit und Smrkovecit eine eigenständige, aber unbenannte Gruppe bildet (Stand 2018).
Auch die seit 2001 gültige und von der International Mineralogical Association (IMA) bis 2009 aktualisierte 9. Auflage der Strunz’schen Mineralsystematik ordnet den Atelestit in die Abteilung der „Phosphate usw. mit zusätzlichen Anionen; ohne H2O“ ein. Diese ist allerdings weiter unterteilt nach der relativen Größe der beteiligten Kationen und dem Stoffmengenverhältnis der zusätzlichen Anionen (OH etc.) zum Phosphat-, Arsenat- beziehungsweise Vanadatkomplex (RO4), so dass das Mineral entsprechend seiner Zusammensetzung in der Unterabteilung „Mit ausschließlich großen Kationen; (OH, etc.) : RO4 ≥ 1 : 1“ zu finden ist, wo es als Namensgeber die „Atelestitgruppe“ mit der System-Nr. 8.BO.15 und den weiteren Mitgliedern Hechtsbergit und Smrkovecit bildet.
Die vorwiegend im englischen Sprachraum gebräuchliche Systematik der Minerale nach Dana ordnet den Atelestit ebenfalls in die Klasse der „Phosphate, Arsenate und Vanadate“ und dort in die Abteilung der „Wasserfreie Phosphate etc., mit Hydroxyl oder Halogen“ ein. Hier ist er als einziges Mitglied in der unbenannten Gruppe 41.11.05 innerhalb der Unterabteilung „Wasserfreie Phosphate etc., mit Hydroxyl oder Halogen mit verschiedenen Formeln“ zu finden.

## Kristallstruktur
Atelestit kristallisiert monoklin in der Raumgruppe P21/c (Raumgruppen-Nr. 14) mit den Gitterparametern a = 7,000 Å; b = 7,430 Å; c = 10,831 Å und β = 107,08° sowie 4 Formeleinheiten pro Elementarzelle.

## Modifikationen und Varietäten
Unter der Bezeichnung Rhagit (von griechisch ῥαγες rhages für Weinbeere oder ῥαγοιδης bzw. ῥαγωδης, rhagodes bzw. rhagoïdes für traubenförmig) beschrieb 1874 Albin Weisbach ein in kugelig-traubigen, feinkristallinen Aggregaten auftretendes, hellgelblichgrünes bis weinbeergrünes Bismutarsenat, das in der Weißer-Hirsch-Fundgrube bei Schneeberg entdeckt wurde. Erst 1943 konnte Clifford Frondel durch einen Vergleich der röntgenografischen Pulverdiffraktion (siehe auch Debye-Scherrer-Verfahren) nachweisen, dass Atelestit und Rhagit eine praktisch identische Zusammensetzung haben. Die Mineralbezeichnung Rhagit wurde daher diskreditiert und gilt seitdem als Synonym für den Atelestit.

## Bildung und Fundorte
Atelestit bildet sich sekundär in der Oxidationszone von bismut- und arsenhaltigen Lagerstätten. Als Begleitminerale können unter anderem Beyerit, Bismutit, Bismutostibiconit, Erythrin, Eulytin, Konichalcit, Mixit, Preisingerit, Quarz, Torbernit und Walpurgin auftreten.
Neben seiner Typlokalität, der Grube Neuhilfe, konnte Atelestit in Sachsen noch in mehreren Gruben im Schneeberger Bergbaurevier entdeckt werden. Daneben trat das Mineral noch in der Grube Hohes Genist (auch Himmelfahrt (Christi)) bei Steinbach im Bergrevier Johanngeorgenstadt sowie in den Schächten Alexander und Pucher im Bergbaubezirk St. Wolfgang und Maaßen auf. Des Weiteren fand sich Atelestit noch an mehreren Orten im Schwarzwald in Baden-Württemberg wie beispielsweise in den Gruben Clara bei Oberwolfach, Dorothea bei Freudenstadt und Königswart bei Schönegründ (Gemeinde Baiersbronn) sowie im hessischen Odenwald bei Gadernheim und am Hohenstein bei Reichenbach (Lautertal).
Der bisher einzige bekannte Fundort in Österreich ist die Tramerscharte im Zirknitzer Tal in der Goldberggruppe in Kärnten. Auch in der Schweiz kennt man das Mineral bisher von einem Fundort, nämlich der Mine de Collioux inférieur bei Saint-Luc im Kanton Wallis.
Weitere Fundorte liegen unter anderem in England (UK), Finnland, Frankreich, Griechenland, Spanien und Tschechien sowie im US-Bundesstaat Utah.